# Tymianki-Bucie
Tymianki-Bucie – wieś sołecka w Polsce położona w województwie mazowieckim, w powiecie ostrowskim, w gminie Boguty-Pianki.
W skład sołectwa Tymianki-Bucie wchodzi także wieś Tymianki-Skóry.
| SIMC    | Nazwa           | Rodzaj    |
| ------- | --------------- | --------- |
| 0395323 | Tymianki-Stasie | część wsi |

Wierni Kościoła rzymskokatolickiego należą do parafii Wszystkich Świętych w Bogutach-Piankach.

## Historia
W I Rzeczypospolitej Tymianki należały do ziemi nurskiej.
W roku 1827 we wsi było 9 domów i 49 mieszkańców. Pod koniec wieku XIX miejscowość drobnoszlachecka w powiecie ostrowskim, gmina Kamieńczyk Wielki, parafia Nur.
W 1921 r. naliczono tu 10 budynków z przeznaczeniem mieszkalnym oraz 62 mieszkańców (31 mężczyzn i 31 kobiet). Wszyscy podali narodowość polską. Miejscowość należała do parafii rzymskokatolickiej w m. Boguty-Pianki. Podlegała pod Sąd Grodzki w Czyżewie i Okręgowy w Łomży; właściwy urząd pocztowy mieścił się w Bogutach.
W wyniku napaści ZSRR na Polskę we wrześniu 1939 miejscowość znalazła się pod okupacją sowiecką. Od czerwca 1941 roku pod okupacją niemiecką. Od 22 lipca 1941 do 1945 włączona w skład Landkreis Lomscha, Bezirk Bialystok III Rzeszy.
W latach 1975–1998 miejscowość administracyjnie należała do województwa łomżyńskiego.

## Obiekty użyteczności publicznej
- Szkoła Podstawowa w Tymiankach-Buciach